# Powiatul Kartuzy
Powiat kartuski este o unitate administrativ-teritorială (powiat) din voievodatul Pomerania, în nordul Poloniei. Aceasta a fost înființat pe 1 ianuarie 1999, ca urmare a reformelor guvernamentale poloneze adoptate în 1998. Sediul administrativ este orașul Kartuzy, care se află la 29 km vest de capitala regională Gdańsk.
Powiatul se întinde pe o suprafață de 1121 km².

## Demografie
La 1 ianuarie 2013 populația powiatului a fost de 123.094 locuitori.
Date referitoare la populație (31 iunie 2011):
|  | Total  | Total | Femei  | Femei | Bărbați | Bărbați                    |
|  | oameni | %     | oameni | %     | oameni  | % Format:Demografia/raport |

### Evoluție
|  | Graficele sunt indisponibile din cauza unor probleme tehnice. Mai multe informații se găsesc la Phabricator și la wiki-ul MediaWiki. |

| Ani  | Populație (de pe 31 decembrie) |
| ---- | ------------------------------ |
| 1999 | 100 443                        |
| 2000 | 101 666                        |
| 2001 | 102 800                        |
| 2002 | 104 077                        |
| 2003 | 105 375                        |
| 2004 | 107 055                        |
| 2005 | 108 560                        |
| 2006 | 110 086                        |
| 2007 | 112 221                        |
| 2008 | 114 083                        |
| 2009 | 116 000                        |
| 2010 | 118 087                        |

## Comune

Comunele powiatului kartuski

| Stemă | Comună             | Tip     | Suprafață (km²) | Populație (2012) | Reședință   |
|       | Comuna Kartuzy     | rurbană | 206,45          | 32 878           | Kartuzy     |
|       | Comuna Żukowo      | rurbană | 164,04          | 31 414           | Żukowo      |
|       | Comuna Sierakowice | rurală  | 182,22          | 18 399           | Sierakowice |
|       | Comuna Somonino    | rurală  | 112,11          | 9 978            | Somonino    |
|       | Comuna Stężyca     | rurală  | 160,47          | 9 835            | Stężyca     |
|       | Comuna Przodkowo   | rurală  | 85,18           | 8 165            | Przodkowo   |
|       | Comuna Chmielno    | rurală  | 78,61           | 7 238            | Chmielno    |
|       | Comuna Sulęczyno   | rurală  | 131,46          | 5 187            | Sulęczyno   |